# Діхан (Діханський сільський округ)
Діха́н (каз. Дихан) — село у складі Байзацького району Жамбильської області Казахстану. Адміністративний центр Діханського сільського округу.
У радянські часи село називалось Дехкан або Колхоз імені Леніна.
Населення — 1441 особа (2021; 1437 у 2009, 1394 у 1999, 1381 у 1989).